# 伴奏
伴奏主要為西洋音樂所使用之音樂用語，指單一主旋律演奏時有多位歌手或其他演奏者相對。
伴奏時最重要的就是主旋律的和弦及全體演奏時的和聲。伴奏常見的樂器有以可產生複弦律的樂器為主, 例如：鋼琴、風琴、大鍵琴等鍵盤樂器，以及吉他等弦樂器，另外最近亦有電子樂器的使用。另外，與管弦樂團的合奏也相當常見。
伴奏不限於樂器間，亦可用於聲樂上。無伴奏的聲樂稱為清唱。